# Juan Antonio Ugarte Pérez
Juan Antonio Ugarte Pérez (Lima, 16 de setembro de 1938) é um clérigo católico romano peruano e arcebispo emérito de Cusco.

## Biografia
Juan Antonio Ugarte Pérez formou-se no Colégio Marista em 1955, depois Engenharia industrial na Universidade Nacional de Engenharia, onde se formou em 1961; entrou na Prelazia do Opus Dei, e continuou seus estudos eclesiásticos na Universidade de Navarra, conseguindo o doutorado em Direito Canônico em 1968.
Foi ordenado sacerdote em 27 de agosto de 1967, pela imposição das mãos do Bispo de Segóvia, Dom Daniel Llorente, junto com outros 22 sacerdotes do Opus Dei de várias nações. Retornando ao Peru em 1968, foi lecionar Química Geral na Faculdade de Engenharia da nascente Universidade de Piura (UDEP), além de integrar a equipe de capelania. Depois, enviado para Lima, serviu em outros centros do Opus Dei até retornar a Piura em 1976, como professor de Teologia na UDEP. Foi nomeado chanceler da arquidiocese de Piura em 1983.
O Papa João Paulo II o nomeou Bispo Auxiliar de Abancay e Bispo Titular de Castrum em 18 de agosto de 1983. O núncio apostólico no Peru, Mario Tagliaferri, concedeu-lhe a consagração episcopal em 2 de outubro do mesmo ano, na Catedral Metropolitana de Lima; os co-consagrantes foram Enrique Pélach y Feliú, Bispo de Abancay, e Luis Sánchez-Moreno Lira, Prelado de Yauyos.
Em 18 de outubro de 1986, foi nomeado bispo auxiliar em Cuzco, onde permaneceu até ser transferido em 4 de dezembro de 1991, como bispo auxiliar de Yauyos. Foi nomeado Prelado de Yauyos em 15 de março de 1997 e empossado em 27 de abril do mesmo ano. Em 29 de novembro de 2003 foi nomeado Arcebispo de Cusco. Tomou posse em 30 de janeiro de 2004. Recebeu o pálio do Papa João Paulo II em junho daquele ano, no Vaticano.
Na Conferência Episcopal Peruana, Dom Ugarte Pérez foi presidente da Comissão Episcopal para a Liturgia (dois mandatos) e da Comissão Episcopal para a Família (dois mandatos). Foi eleito membro do Conselho Permanente da Conferência Episcopal e, em 2006, delegado do CELAM.
O Papa Francisco aceitou sua aposentadoria em 28 de outubro de 2014. Monsenhor Ugarte permaneceu como Administrador Apostólico de Cusco até que Richard Daniel Alarcón Urrutia tomou posse da sede em 3 de janeiro de 2015. Após sua aposentadoria, retornou às funções sacerdotais no Opus Dei no Peru e colaborando com a Cúria de Lima quando solicitado.